# Limnichthys
Limnichthys és un gènere de peixos marins de la família dels creédids i de l'ordre dels perciformes.

## Etimologia
Limnichthys prové dels mots grecs limne (pantà) i ichthys (peix).

## Distribució geogràfica
Es troba des del nord del mar Roig (el golf d'Àqaba a Israel i Egipte) fins a l'Índic (Moçambic, l'arxipèlag de les Txagos, Reunió, les Seychelles, Madagascar i Sud-àfrica) i el Pacífic (des del Japó -incloent-hi les illes Ogasawara, Ryukyu, Tokara i Yaeyama- fins a Taiwan, el Vietnam, les illes Filipines, Indonèsia, Papua Nova Guinea, Austràlia -Austràlia Occidental, Queensland, Nova Gal·les del Sud, l'illa de Lord Howe, l'illa Norfolk, el golf de Carpentària, les illes Ashmore i Cartier i el mar del Corall-, Nova Caledònia, Nova Zelanda -incloent-hi les illes Kermadec-, Palau, Samoa, les illes Cook, Fiji -Rotuma-, les illes Hawaii, les illes Marshall, Pitcairn i Tonga).

## Taxonomia
- Limnichthys fasciatus (Waite, 1904)[90]
- Limnichthys marisrubri (Fricke & Golani, 2012)[3]
- Limnichthys nitidus (Smith, 1958)[91]
- Limnichthys orientalis (Yoshino, Kon & Okabe, 1999)[20]
- Limnichthys polyactis (Nelson, 1978)[92]
- Limnichthys rendahli (Parrott, 1958)[93][94][95][96][97][98][99][100][101][102][103]

### Cladograma
| Limnichthys | \| \| Limnichthys fasciatus \| \| \| \| \| \| Limnichthys marisrubri \| \| \| \| \| \| Limnichthys nitidus \| \| \| \| \| \| Limnichthys orientalis \| \| \| \| \| \| Limnichthys polyactis \| \| \| \| \| \| Limnichthys rendahli \| \| \| \| |
|             | \| \| Limnichthys fasciatus \| \| \| \| \| \| Limnichthys marisrubri \| \| \| \| \| \| Limnichthys nitidus \| \| \| \| \| \| Limnichthys orientalis \| \| \| \| \| \| Limnichthys polyactis \| \| \| \| \| \| Limnichthys rendahli \| \| \| \| |
|             | Apodocreedia |
|             | |
|             | Chalixodytes |
|             | |
|             | Creedia |
|             | |
|             | Crystallodytes |
|             | |
|             | Myopsaron |
|             | |
|             | Schizochirus |
|             | |
|             | Tewara |
|             | |
|             | Limnichthys fasciatus |
|             | |
|             | Limnichthys marisrubri |
|             | |
|             | Limnichthys nitidus |
|             | |
|             | Limnichthys orientalis |
|             | |
|             | Limnichthys polyactis |
|             | |
|             | Limnichthys rendahli |
|             | |

|  | Limnichthys fasciatus  |
|  |                        |
|  | Limnichthys marisrubri |
|  |                        |
|  | Limnichthys nitidus    |
|  |                        |
|  | Limnichthys orientalis |
|  |                        |
|  | Limnichthys polyactis  |
|  |                        |
|  | Limnichthys rendahli   |
|  |                        |